# کوکاد
کوکاد (به مجاری:  Kokad) یک منطقهٔ مسکونی در مجارستان است که در ناحیه درچکه واقع شده‌است. کوکاد ۱۶٫۱۰ کیلومتر مربع مساحت و ۶۶۹ نفر جمعیت دارد.